# Louis Robichaud
Pour les articles homonymes, voir Robichaud.
Louis Joseph Robichaud, né le 21 octobre 1925 à Saint-Antoine et mort le 6 janvier 2005 à Sainte-Anne-de-Kent, plus connu sous le nom de Louis J. Robichaud ou de P'tit Louis, est un avocat et homme politique canadien. Il est premier ministre du Nouveau-Brunswick de 1960 à 1970.

## Biographie

### Jeunesse
Louis Robichaud naît le 21 octobre 1925 dans le village acadien de Saint-Antoine, au Sud-est du Nouveau-Brunswick. Son père est Amédée Robichaud, marchand général et organisateur du Parti libéral du Nouveau-Brunswick, et sa mère est Eugénie « Annie » Robichaud. Louis a grandi au 4, rue Camille, dans son village natal de Saint-Antoine.
Il a plusieurs frères et sœurs: Émile, Joseph, Irène, Xénon, Yvon, Berthe. Rita, Roger et Antonine sont nés après lui. Ses parents s'étaient connus alors qu'ils étaient ouvriers dans une filature de coton à Fisherville, au Massachusetts. Revenus à Saint-Antoine, son père ouvrit un magasin général et ensuite une scierie. L'entreprise familiale sut résister à la Grande Dépression et, tout en gardant ses activités professionnelles, son père devint organisateur pour le Parti libéral de Peter Veniot.
L'ancêtre des Robichaud est Étienne, arrivé à Port-Royal au milieu du XVIIe siècle, d'origine inconnue (sans doute en provenance de France). Ce dernier épouse Françoise Boudreau, fille de Michel Boudrot, lieutenant-général et juge de paix de Port-Royal. Louis Robichaud compte aussi parmi ses ancêtres le gouverneur de l'Acadie Alexandre Le Borgne de Belle-Isle. Valentin, l'arrière-grand-père de Louis, s'est établi à Saint-Antoine dans les années 1850.
Louis étudie à l'école du village, en plus de travailler durant l'été au moulin de son père. L'éducation se fait alors avec des livres anglais.
Il s'est intéressé à la politique dès son plus jeune âge mais ses parents voulaient qu'il devienne prêtre enseignant.

#### Études
En 1940, à l'âge de 15 ans, il quitte la maison pour le juvénat Saint-Jean-Eudes, à Bathurst, afin de pouvoir étudier au collège Sacré-Cœur pour ensuite poursuivre une carrière dans l'Église.
Il s'implique activement dans la vie étudiante du collège, participant notamment à un club du débat et au journal étudiant.
Après trois ans d'études au juvénat, il prend la décision de s'orienter vers la politique. Il est obligé de s'enrôler dans le corps de réserve des officiers mais décide de ne pas partir au front, les collégiens n'étant pas obligés de combattre durant la Seconde Guerre mondiale.
Il obtient un baccalauréat ès arts du collège Sacré-Cœur en 1947.
Il étudie ensuite la science politique et les sciences économiques à l'Université Laval, ne pouvant pas s'inscrire en droit pour des raisons financières. Il est inspiré à y étudier par d'autres étudiants dont Clément Cormier, Bernard Jean, Adélard Savoie et Martin Légère.
Louis J. Robichaud arrive à l'Université lorsque le révérend Georges-Henri Lévesque dirige la faculté. Critique du gouvernement provincial de Maurice Duplessis et de l'ordre dominant conservateur, Lévesque sera un mentor pour le jeune Robichaud et bien d'autres politiciens et sénateurs du Canada français. Il lui inculquera des valeurs de justice sociale et de changement. Pendant la durée de ses études, Louis Robichaud est président de l'Association des étudiants acadiens et rédacteur en chef du Trait d'union, un journal écrit par les étudiants acadiens de l'Université Laval et de l'Université de Montréal. Les sujets abordés traitent de politique au Nouveau-Brunswick, du rôle des Acadiens dans celle-ci, de la langue et de la religion.
Après son retour au Nouveau-Brunswick en 1949, il effectue un stage en droit dans le cabinet d'Albany Robichaud pendant trois ans. Il est ensuite admis au barreau et exerce le droit pendant une courte période à Richibouctou.

### Carrière politique
Louis J. Robichaud commence sa carrière politique très jeune en étant élu en 1952, à 27 ans, député de la circonscription du Comté de Kent. Il est réélu en 1956.
En octobre 1958, il prend en main la direction du Parti libéral du Nouveau-Brunswick qu'il mène à la victoire aux élections générales de 1960 en battant le gouvernement conservateur de Hugh John Flemming.
Louis J. Robichaud est assermenté premier ministre du Nouveau-Brunswick le 12 juillet 1960 à l'âge de 34 ans et devient alors le deuxième Acadien à occuper cette fonction après Peter Veniot et le premier Acadien à gagner une élection en tant que premier ministre. Son gouvernement remporte à nouveau les élections en 1963, puis en 1967 et Louis J. Robichaud reste ainsi premier ministre durant 10 ans, jusqu'en 1970. Pendant ses trois mandats, il occupe en outre les fonctions de procureur général de 1960 à 1965 et prend le portefeuille de ministre de la jeunesse de 1968 à 1970. Parmi ses nombreux collaborateurs, il eut notamment Robert Pichette, un historien, comme chef de cabinet.
Il est élu avec le soutien de la famille Irving — qui contribue au financement de sa campagne — mais se montre par la suite très critique de l'influence démesurée de celle-ci. Son biographe, le journaliste Michel Cormier écrit : « On pouvait peut être remporter une élection sans l'appui tacite d'Irving, mais on pouvait difficilement aspirer au pouvoir s'il décidait de s'y opposer ouvertement. »

#### Réformes
Louis J. Robichaud met sur pied la Commission Deutsch en 1961 afin d'étudier la possibilité d'une université de langue française au Nouveau-Brunswick. Celle-ci recommande la création de l'Université de Moncton l'année suivante.
Au moment où Louis J. Robichaud prend ses fonctions, la société néo-brunswickoise est une société à deux vitesses, avec des régions acadiennes comptant parmi les plus pauvres de la province et une minorité francophone ayant peu d'institutions et n'obtenant que très difficilement des services en français.
Il met alors sur pied le programme Chances égales pour tous, un programme de redistribution de la richesse qui instaurait des normes communes à tous les citoyens. Il s'enclenche alors un mouvement social similaire à la Révolution tranquille du Québec.
Ardent défenseur de la langue française, son rôle a été déterminant pour l’avenir des francophones du Nouveau-Brunswick en faisant adopter la Loi sur les langues officielles qui a fait du Nouveau-Brunswick la seule province officiellement bilingue du Canada. Il a également contribué à la mise sur pied d’un réseau scolaire francophone, la fondation de l’Université de Moncton en étant le point d'orgue.

### Sénat et retraite
Louis J. Robichaud perd finalement les élections générales de 1970 contre les conservateurs menés par Richard Bennett Hatfield. Il démissionne alors de son siège à l'Assemblée législative et de son poste de chef du Parti libéral du Nouveau-Brunswick en 1971.
Il devient la même année président de la Commission mixte internationale, fonction qu'il occupera jusqu'à sa nomination au Sénat du Canada le 21 décembre 1973.
Il prend sa retraite le 21 octobre 2000 et retourne finir ses jours au Nouveau-Brunswick. On lui diagnostique un cancer en 2005. Il succombe le 6 janvier 2005 à l'hôpital Stella-Maris-de-Kent, après quelques semaines de maladie.
Des funérailles officielles sont organisées à la cathédrale Notre-Dame de l'Assomption, à Moncton.
Il était membre de l'Ordre de Jacques-Cartier.

### Famille
Louis Robichaud a eu trois fils et deux filles, Jean-Claude, Paul, Louis-René, Sylvie et Monique.

### Surnom
Louis Robichaud est surnommé « P'tit Louis », en raison de sa petite taille. Il a reçu ce surnom très jeune, mais plus tard cela le différenciait de Louis St-Laurent, un autre homme politique important.

## Distinctions
- L'école secondaire Louis-J.-Robichaud de Shédiac, qu'il a inaugurée en 1969[8], porte son nom.
- Un monument a été élevé en son honneur dans son village natal de Saint-Antoine.
- Le Conseil supérieur de la langue française lui décerne l’Ordre des francophones d'Amérique à titre posthume.
- En 1999, à la suite d'un sondage organisé par le journal L'Acadie nouvelle, Louis J. Robichaud a été déclaré « Personnalité du siècle en Acadie ».

### Autres
- Herménégilde Chiasson, Robichaud, Office national du film.